# Heilige-Familiekapel (Thorn)

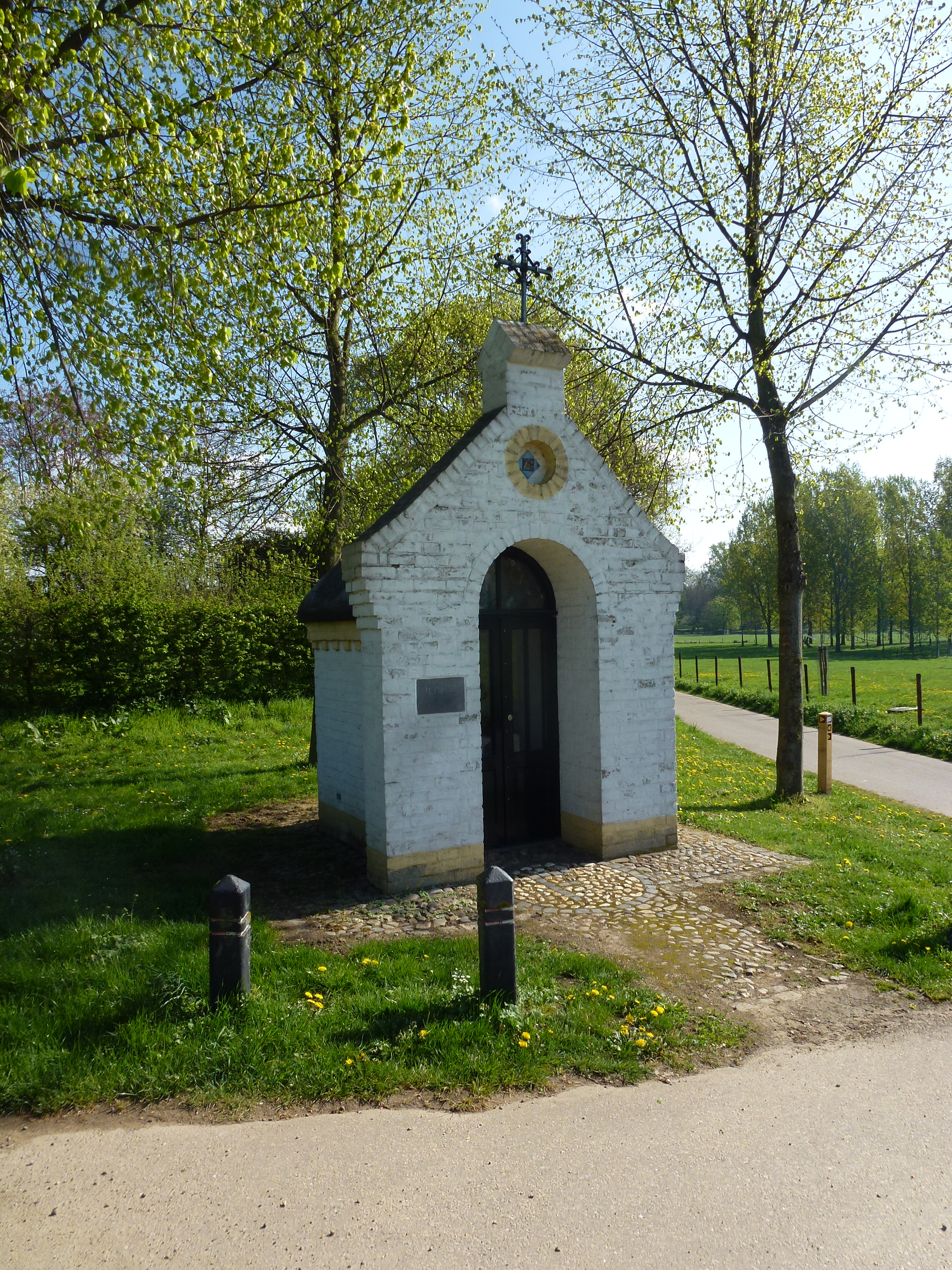
De Heilige-Familiekapel

De Heilige-Familiekapel is een kapel in Thorn in de Nederlandse gemeente Maasgouw. De kapel staat aan de Baarstraat op de hoek met de Santforterstraat ten noordoosten van het dorp en ten westen van buurtschap Baarstraat.
Op ongeveer 125 meter naar het noordwesten staat de Sint-Barbarakapel, op ongeveer 450 meter naar het oosten de Sint-Jozefkapel en op ongeveer 475 meter naar het zuiden de Sint-Ansfriedkapel. De kapel is gewijd aan de heilige Heilige Familie.

## Geschiedenis
De oude kapel stond vroeger aan de kruising van de Baarstraat met het Jodenstraatje/1e holle weg. De kapel raakte vervallen en verwerd tot een ruïne waarna ze in 1935 werd afgebroken. In de kapel stond toen een Mariabeeld met Jozef en het kindje Jezus.
In 1998 werd de kapel herbouwd en werd op 18 oktober 1998 ingezegend door de pastoor.

## Bouwwerk
Voor de kapel ligt er een bestrating van Maaskeien en kinderkopjes waarin een cirkel met de letter F gelegd is.
De wit geschilderde bakstenen kapel heeft een halfronde koorsluiting en wordt gedekt door een gebogen dakvorm van cement die zwart geschilderd is. Onder de daklijst is een bloktand aangebracht. De frontgevel is een tuitgevel met verbrede aanzet en de tuit wordt bekroond met een ezelsrug met hierop een smeedijzeren kruis. Hoog in de frontgevel bevindt zich een ronde ondiepe nis aangebracht met geel geschilderde bakstenen omlijsting en op de achterwand een tegel. In de frontgevel bevindt zich de rondboogvormige toegang van de kapel die wordt afgesloten met twee rechthoekige houten deuren met erboven een timpaan. Links van de toegang is een gevelsteen ingemetseld met daarop de tekst H. Familie herbouwd mei 1998.
Van binnen is de kapel wit gepleisterd. In de achterwand is het altaar gemaakt, waarbij erboven in de achterwand een nis is uitgespaard. In de nis staat een kleurrijk beeld dat de vader Jozef, moeder Maria en het kindje Jezus toont.